# Паплака

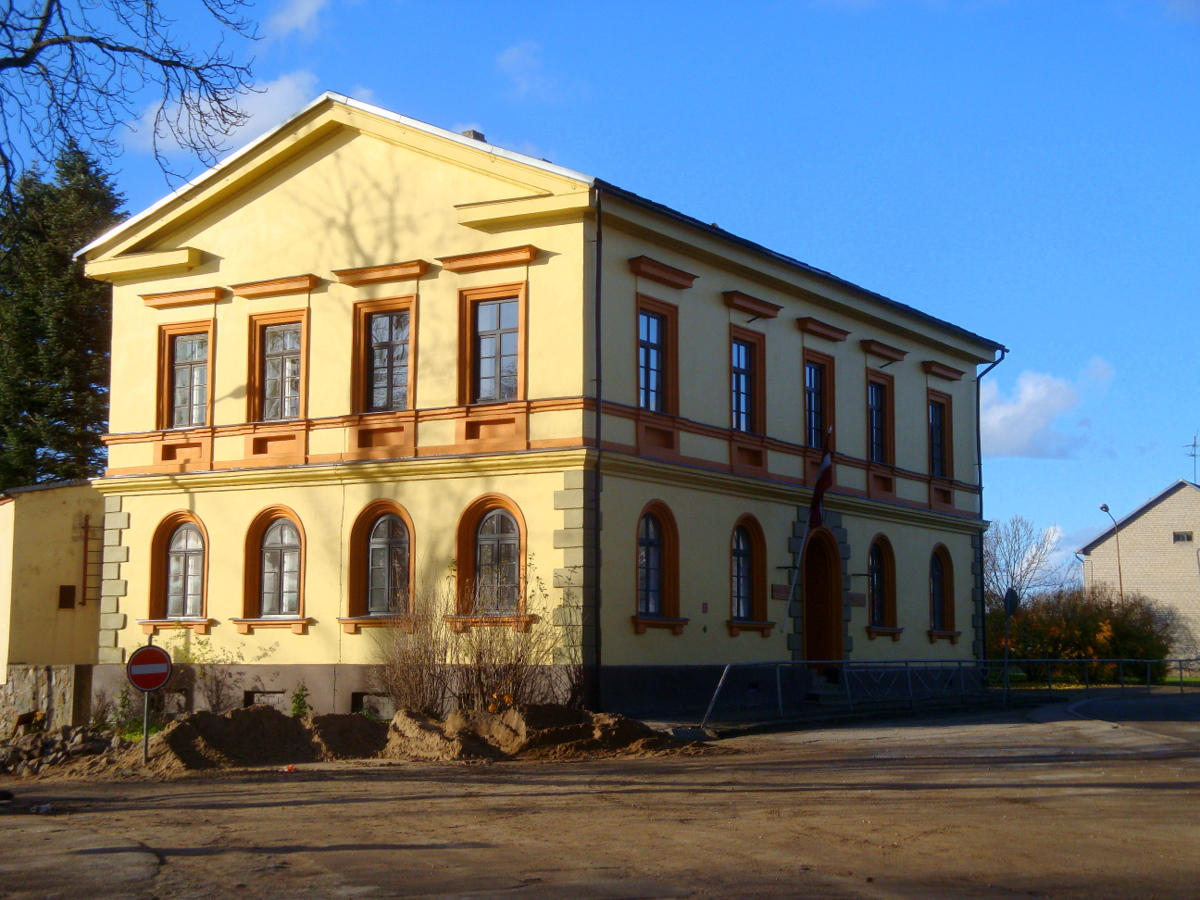
Бывшая железнодорожная станция

Па́плака (латыш. Paplaka) — населённый пункт в Южно-Курземском крае Латвии, административный центр Виргской волости. Расстояние до города Лиепая составляет около 32 км.
По данным на 2017 год, в населённом пункте проживало 98 человек. Есть волостная администрация и библиотека.

## История
Впервые упоминается в 1422 году. В XIX веке село являлось центром поместья Паплака. В этом поместье родился Константин Фёдорович Рерих (1837—1900), отец Николая Константиновича Рериха (1874—1947).
В советское время населённый пункт был центром Виргского сельсовета Лиепайского района. В селе располагалась центральная усадьба колхоза «Пиониерис».
В XX веке рядом с селом проходила железнодорожная линия Лиепая — Вайнёде со станцией Паплака.